# 임백경

임백경(任百經, 1800년~1864년)은 조선 후기의 문신이다. 본관은 풍천. 고종 때 우의정에 임명되었다. 본관은 풍천. 자는 문경(文卿), 호는 하의(荷漪), 시호는 문정(文貞)이다.
헌종 때 충청좌도 암행어사로 부패한 탐관오리들을 적발했고 이후 철종 때 부윤으로 있다가 성균관대사성을 거쳐 형조판서와 수원유수를 한 뒤, 홍문관제학을 거쳐 고종 때 우의정에 발탁되지만 곧 죽는다.